# Fodor Gerzson
Hajdúnánási Fodor Gerzson (Egyek, 1763. július 26. – Nagykőrös, 1835. február 6.) református lelkész, tanár, író, költő.

## Élete
Fodor Pál fia volt. A Magyar Athenas szerint Derecskén született, ahol apja lelkész volt. 1779. április 23-án Debrecenben a felsőbb iskolai osztályba lépett; 1789. április 23-ától főiskolai senior (közben 1787–1788-ban a görög nyelv praesese s főiskolai könyvtárnok, majd érsemlyéni iskola-rektor) volt; külegyetemekről hazatérvén, 1793-ban nagykőrösi tanár (ekkor a Martinovics Ignác-féle összeesküvésbe is mint magyar jakobinust bele keverték), 1814-ben egyházkerületi főjegyző, 1815-ben pedig nagykőrösi prédikátor.

## Munkái
- Jó ember képe melyet néhai… Nyáregyházi Nyári Lajos ur életéről rajzolt és utolsó tisztességének megadatása szomorú alkalmatosságával a halotti gyülekezetnek előadott 1803. eszt. decz. 8. Pest.
- Emlékezet oszlopköve, melyet néhai Zsigrai Julianna ifjú asszonynak, Kismányai Hangyás Dávid ur kedves élete párjának érdemlett tisztességére… emelt 1804. jan. 1. Pest, 1804.
- Hazafiui látás, melyet a magyar nemes fölkelő seregnek készülete alkalmatosságával látott és leirt. Hely n. 1809. (Költ.)
- Halotti oratió Cseh-Szombathy József felett. Pest, 1815. (Néhai orvosdoctor Cseh-Szombathy József sirhalma cz. Báthory József ref. püspök halotti tanítása s Kovács József latin elegiájával.)
- Az egészség fentartásáról való rendszabások (diaetetika), az oskolák számára készítette Zsoldos János orvosdoktor, versekbe foglalta Fodor G. Sáros-Patak, 1818.

Gyászverse van a Benedek Mihály, Különös isteni gondviselés példája (Pest, 1789) c. Batranyi Miklós felett mondott halotti beszéde végén.
Kéziratban: A nagy-kőrösi oskola historiája; 1815-ben a magyar irók életrajzához gyűjtött anyagot és Benkő szerint egy Módi c. színművet is irt.